# Friedrich Wilhelm von Falkenhausen
Friedrich Wilhelm August Heinrich Eduard Alexander Freiherr von Falkenhausen (* 24. Januar 1821 in Breslau; † 5. Juni 1889 ebenda) war ein preußischer Generalleutnant.

## Leben

### Herkunft
Er war der Sohn von Friedrich Freiherr von Falkenhausen (1795–1875) und dessen ersten Ehefrau Auguste Emilie, geborene von Hedemann (1799–1859), einer Schwester August von Hedemanns. Sein Vater war preußischer Oberst und langjähriger Adjutant des Prinzen Wilhelm von Preußen.

### Militärkarriere
Falkenhausen besuchte die Kadettenhäuser in Potsdam sowie Berlin und wurde anschließend am 15. August 1838 als Sekondeleutnant dem 8. Infanterie-Regiment (gen. Leib-Infanterie-Regiment) der Preußischen Armee überwiesen. Er wurde dann nacheinander in die Garnisonen Frankfurt an der Oder, Guben und Soldin versetzt. 1848 kam er zunächst nach Posen, dann nach Rendsburg. Anlässlich der Mobilmachung war Falkenhausen von März bis Ende Mai 1850 als Adjutant zum Generalkommando des V. Armee-Korps abkommandiert. Anschließend wurde er zum Regimentsadjutanten ernannt und in dieser Stellung am 22. Juni 1852 zum Premierleutnant befördert. Unter gleichzeitiger Beförderung zum Hauptmann folgte am 14. Juli 1856 die Versetzung in das 2. Infanterie- (Königs-) Regiment sowie seine Kommandierung als Adjutant beim Generalkommando des V. Armee-Korps. Zwei Jahre später kehrte er zu diesem Regiment in den Truppendienst zurück und fungierte als Chef der 7. Kompanie in Stralsund. Dann am 5. März 1863 kam Falkenhausen in den Generalstab des V. Armee-Korps, wurde am 17. März 1863 Major und am 29. November 1864 schließlich in den Generalstab der 11. Division in Breslau versetzt.
Mit diesem Großverband nahm Falkenhausen 1866 unter Generalleutnant Zastrow während des Krieges gegen Österreich an der Schlacht bei Königgrätz teil und erhielt den Kronenorden III. Klasse mit Schwertern. Am 16. August 1866 wurde er als Bataillonskommandeur in das 2. Magdeburgische Infanterie-Regiment Nr. 27 versetzt und am 31. Dezember 1866 zum Oberstleutnant befördert. Danach wurde er am 11. April 1868 zum Chef des Generalstabes des X. Armee-Korps ernannt und in dieser Stellung am 18. Juni 1869 zum Oberst befördert.
Am 12. April 1870 erhielt Falkenhausen das Kommando über das Holsteinische Infanterie-Regiments Nr. 85, das er 1870/71 während des Krieges gegen Frankreich in den Schlachten bei Colombey, Gravelotte und Noisseville sowie der Einschließung von Metz befehligte. Für das Gefecht bei Bois-de-la-Cusse während der Kämpfe bei Gravelotte erhielt er das Eiserne Kreuz II. Klasse. An der Loire führte Falkenhausen in Vertretung für den erkrankte und dann verstorbenen Generalmajor Below von Oktober bis Dezember die 36. Infanterie-Brigade. Er kämpfte im Gefecht bei Artenay sowie in der Schlacht bei Orleans, die zum Fall der Stadt führte. Dafür erhielt er am 3. Dezember das Eiserne Kreuz I. Klasse. Für die Schlacht bei Le Mans erhielt er den Orden Pour le Mérite.
Krankheitsbedingt reichte Falkenhausen 1872 seinen Abschied ein, der am 11. Juni 1872 aber abgelehnt wurde. Er erhielt jedoch einen dreimonatigen Urlaub. Zudem wurde Falkenhausen mit diesem Datum unter Stellung à la suite seines Regiments zum Kommandanten von Straßburg ernannt und dort am 2. September 1873 zum Generalmajor befördert. Am 16. Oktober 1873 wurde er dann zum Kommandeur der 57. Infanterie-Brigade in Freiburg im Breisgau ernannt. Am 28. November 1879 beauftragte man ihn mit der Führung der 12. Division in Neisse und am 11. Dezember 1880 wurde Falkenhausen unter Beförderung zum Generalleutnant Kommandeur dieser Division. Mitte Mai 1881 bewilligte man ihm einen Urlaub von zwei Monaten zur Wiederherstellung seiner Gesundheit. Da keine dauerhafte Besserung eintrat, wurde Falkenhausen am 10. November 1881 mit Pension und unter Verleihung des  Kronenordens I. Klasse mit Schwertern am Ringe zur Disposition gestellt.
Er zog sich nach Breslau zurück, wo er auch starb.

### Familie
Falkenhausen heiratete am 21. September 1843 in Guben Katharina von Rouanet (1825–1907), eine Tochter des Militärarztes und Gutsbesitzers Karl Ludwig von Rouanet. Das Paar hatte einen Sohn:
- Ludwig Alexander (1844–1936), preußischer Generaloberst, Generalgouverneur von Belgien

⚭ 1868 Helene von Waldow und Reitzenstein (1847–1886)
⚭ 1902 Alice Petzold (1863–1947)